# وزارة القانون (سنغافورة)
وزارة القانون (بالملايوية: Kementerian Undang-Undang)‏؛ (بالصينية: 律政部)؛ (بالتاميلية: சட்ட அமைச்சு)‏ هي وزارة تابعة لحكومة سنغافورة مسؤولة عن العدالة وسيادة القانون والاقتصاد والمجتمع من خلال السياسة والقانون والخدمات.

## أنظر أيضا
- سياسة سنغافورة

## وصلات خارجية
- الموقع الرسمي لوزارة القانون
- دليل حكومة سنغافورة التفاعلي - وزارة القانون